# Derivación de funciones trigonométricas
| Función                                    | Derivada                                      |
| ------------------------------------------ | --------------------------------------------- |
| {\displaystyle \operatorname {sen}(x)}     | {\displaystyle \cos(x)}                       |
| {\displaystyle \cos(x)}                    | {\displaystyle -\operatorname {sen}(x)}       |
| {\displaystyle \tan(x)}                    | {\displaystyle \sec ^{2}(x)}                  |
| {\displaystyle \cot(x)}                    | {\displaystyle -\csc ^{2}(x)}                 |
| {\displaystyle \sec(x)}                    | {\displaystyle \sec(x)\tan(x)}                |
| {\displaystyle \csc(x)}                    | {\displaystyle -\csc(x)\cot(x)}               |
| {\displaystyle \operatorname {arcsen} (x)} | {\displaystyle {\frac {1}{\sqrt {1-x^{2}}}}}  |
| {\displaystyle \arccos(x)}                 | {\displaystyle {\frac {-1}{\sqrt {1-x^{2}}}}} |
| {\displaystyle \arctan(x)}                 | {\displaystyle {\frac {1}{x^{2}+1}}}          |

La derivación de las funciones trigonométricas es el proceso matemático de encontrar el ritmo al cual una función trigonométrica cambia respecto de la variable independiente; es decir, la derivada de la función. Las funciones trigonométricas más habituales son las funciones sen(x), cos(x) y tan(x). Por ejemplo, al derivar f(x) = sen(x), se está calculando la función f'(x) tal que da el ritmo de cambio del sen(x) en cada punto x.
{\displaystyle f'(x)=\cos(x)}

### Derivada de la función coseno
Dada la función {\displaystyle f(x)=\cos(x)=\operatorname {sen} \left(x+{\frac {\pi }{2}}\right)} es inmediato que:
{\displaystyle f'(x)=-\operatorname {sen}(x)}

## Derivada de la función tangente
A partir de la regla del cociente, según la cual si la función que se quiere derivar, {\displaystyle f(x)},
{\displaystyle f(x)={\frac {g(x)}{h(x)}}}
y {\displaystyle h(x)\neq 0}, entonces la regla dice que la derivada de {\displaystyle g(x)/h(x)} es igual a:
{\displaystyle {\frac {d}{dx}}f(x)=f'(x)={\frac {g'(x)h(x)-g(x)h'(x)}{[h(x)]^{2}}}}
A partir de la identidad trigonométrica
{\displaystyle \tan(x)={\frac {\operatorname {sen}(x)}{\cos(x)}}}
haciendo:
{\displaystyle g(x)=\operatorname {sen}(x)}
{\displaystyle g'(x)=\cos(x)}
{\displaystyle h(x)=\cos(x)}
{\displaystyle h'(x)=-\operatorname {sen}(x)}
sustituyendo resulta
{\displaystyle f'(x)={\frac {\cos(x)\cos(x)-\operatorname {sen}(x)[-\operatorname {sen}(x)]}{\cos ^{2}(x)}}}
operando
{\displaystyle f'(x)={\frac {\cos ^{2}(x)+\operatorname {sen} ^{2}(x)}{\cos ^{2}(x)}}}
y aplicando las identidades trigonométricas
{\displaystyle \cos ^{2}(x)+\operatorname {sen} ^{2}(x)=1}
{\displaystyle \sec ^{2}(x)={\frac {1}{\cos ^{2}(x)}}}
resulta:
{\displaystyle f'(x)=\sec ^{2}(x)}

## Derivada de la función arcoseno
Tenemos una función {\displaystyle y=\operatorname {arcsen} x}, que también se puede expresar como {\displaystyle \operatorname {sen} y=x}. Derivando implícitamente la segunda expresión:
{\displaystyle \cos y\cdot {\frac {dy}{dx}}=1}
{\displaystyle {\frac {dy}{dx}}={\frac {1}{\cos y}}}
Tenemos además que {\displaystyle \cos y={\sqrt {1-\operatorname {sen} ^{2}y}}}, y que {\displaystyle x=\operatorname {sen} y}. Sustituyendo, tenemos la fórmula final:
{\displaystyle {\frac {d}{dx}}\operatorname {arcsen} x={\frac {1}{\sqrt {1-x^{2}}}}}

## Ejemplo #1
{\displaystyle y=\csc(x)\cot(x)}
{\displaystyle y'=-\csc(x)\csc ^{2}(x)-\cot(x)\csc(x)\cot(x)}
{\displaystyle y'=-\csc(x)\csc ^{2}(x)-\cot ^{2}(x)\csc(x)}
{\displaystyle y'=-\csc ^{3}(x)-\cot ^{2}(x)\csc(x)}

## Ejemplo #2
{\displaystyle y=3\operatorname {sen}(x)-2\cos(x)}
{\displaystyle y'=3{\frac {d\operatorname {sen} x}{dx}}-2{\frac {d\cos x}{dx}}}
{\displaystyle y'=3\cos(x)+2\operatorname {sen}(x)}

## Enlaces
- Ejercicios resueltos de derivada de funciones trigonometricas en wikimatematica

- Datos: Q3296857